# Урдіс
Урдіс (кат. Ordis) - муніципалітет, розташований в Автономній області Каталонія, в Іспанії. Знаходиться у районі (кумарці) Ал Ампурда провінції Жирона, згідно з новою адміністративною реформою перебуватиме у складі Баґарії (округи) Жирона.

## Населення
Населення міста (у 2007 р.) становить 366 осіб (з них менше 14 років - 16,7%, від 15 до 64 - 66,7%, понад 65 років - 16,7%). У 2006 р. народжуваність склала 3 особи, смертність - 0 осіб, зареєстровано 1 шлюб. У 2001 р. активне населення становило 183 особи, з них безробітних - 13 осіб.

Серед осіб, які проживали на території міста у 2001 р., 296 народилися в Каталонії (з них 243 особи у тому самому районі, або кумарці), 25 осіб приїхало з інших областей Іспанії, а 21 особа приїхала з-за кордону. 

Університетську освіту має 15,1% усього населення. 

У 2001 р. нараховувалося 116 домогосподарств (з них 17,2% складалися з однієї особи, 26,7% з двох осіб,21,6% з 3 осіб, 21,6% з 4 осіб, 6% з 5 осіб, 5,2% з 6 осіб, 1,7% з 7 осіб, 0% з 8 осіб і 0% з 9 і більше осіб).

Активне населення міста у 2001 р. працювало у таких сферах діяльності : у сільському господарстві - 14,7%, у промисловості - 17,1%, на будівництві - 7,1% і у сфері обслуговування - 61,2%. 

 У муніципалітеті або у власному районі (кумарці) працює 62 особи, поза районом - 125 осіб.

### Безробіття
У 2007 р. нараховувалося 3 безробітних (у 2006 р. - 4 безробітних), з них чоловіки становили 0%, а жінки - 100%.

## Економіка

### Підприємства міста

#### Промислові підприємства
| \| Промислові підприємства міста, за сферою діяльності \| Промислові підприємства міста, за сферою діяльності \| Промислові підприємства міста, за сферою діяльності \| \| Рік \| 2002 р. \| 2001 р. \| \| --------------------------------------------------- \| --------------------------------------------------- \| --------------------------------------------------- \| \| Енергетичні та водні ресурси \| 0% \| 0% \| \| Хімія та метали \| 0% \| 0% \| \| Переробка металів \| 0% \| 0% \| \| Продукти харчування \| 40% \| 40% \| \| Текстиль \| 0% \| 0% \| \| Виробництво меблів, видання \| 60% \| 60% \| \| Інше \| 0% \| 0% \| \| Усього підприємств \| 5 \| 5 \| |         |         |
| Промислові підприємства міста, за сферою діяльності |         |         |
| Рік | 2002 р. | 2001 р. |
| Енергетичні та водні ресурси | 0%      | 0%      |
| Хімія та метали | 0%      | 0%      |
| Переробка металів | 0%      | 0%      |
| Продукти харчування | 40%     | 40%     |
| Текстиль | 0%      | 0%      |
| Виробництво меблів, видання | 60%     | 60%     |
| Інше | 0%      | 0%      |
| Усього підприємств | 5       | 5       |

#### Роздрібна торгівля
| \| Підприємства роздрібної торгівлі міста, за сферою діяльності \| Підприємства роздрібної торгівлі міста, за сферою діяльності \| Підприємства роздрібної торгівлі міста, за сферою діяльності \| \| Рік \| 2002 р. \| 2001 р. \| \| ------------------------------------------------------------ \| ------------------------------------------------------------ \| ------------------------------------------------------------ \| \| Продукти харчування \| 50% \| 50% \| \| Одяг та взуття \| 0% \| 0% \| \| Товари для дому \| 0% \| 0% \| \| Книги та періодичні видання \| 0% \| 0% \| \| Промислова хімічна продукція \| 0% \| 0% \| \| Продукція, пов'язана з транспортними засобами \| 25% \| 25% \| \| Інше \| 25% \| 25% \| \| Усього підприємств \| 4 \| 4 \| |         |         |
| Підприємства роздрібної торгівлі міста, за сферою діяльності |         |         |
| Рік | 2002 р. | 2001 р. |
| Продукти харчування | 50%     | 50%     |
| Одяг та взуття | 0%      | 0%      |
| Товари для дому | 0%      | 0%      |
| Книги та періодичні видання | 0%      | 0%      |
| Промислова хімічна продукція | 0%      | 0%      |
| Продукція, пов'язана з транспортними засобами | 25%     | 25%     |
| Інше | 25%     | 25%     |
| Усього підприємств | 4       | 4       |

#### Сфера послуг
| \| Підприємства міста, що працюють у сфері послуг, за діяльністю \| Підприємства міста, що працюють у сфері послуг, за діяльністю \| Підприємства міста, що працюють у сфері послуг, за діяльністю \| \| Рік \| 2002 р. \| 2001 р. \| \| ------------------------------------------------------------- \| ------------------------------------------------------------- \| ------------------------------------------------------------- \| \| Гуртова торгівля \| 25% \| 25% \| \| Готелі та готельний бізнес \| 25% \| 25% \| \| Транспорт та зв'язок \| 0% \| 0% \| \| Посередницькі фінансові послуги \| 0% \| 0% \| \| Послуги підприємствам \| 0% \| 0% \| \| Послуги фізичним особам \| 0% \| 0% \| \| Нерухомість та ін. \| 50% \| 50% \| \| Усього підприємств \| 4 \| 4 \| |         |         |
| Підприємства міста, що працюють у сфері послуг, за діяльністю |         |         |
| Рік | 2002 р. | 2001 р. |
| Гуртова торгівля | 25%     | 25%     |
| Готелі та готельний бізнес | 25%     | 25%     |
| Транспорт та зв'язок | 0%      | 0%      |
| Посередницькі фінансові послуги | 0%      | 0%      |
| Послуги підприємствам | 0%      | 0%      |
| Послуги фізичним особам | 0%      | 0%      |
| Нерухомість та ін. | 50%     | 50%     |
| Усього підприємств | 4       | 4       |

## Житловий фонд
У 2001 р. 0,9% усіх родин (домогосподарств) мали житло метражем до 59 м², 14,7% - від 60 до 89 м², 28,4% - від 90 до 119 м² і
56% - понад 120 м².

З усіх будівель у 2001 р. 54% було одноповерховими, 42,9% - двоповерховими, 3,1
% - триповерховими, 0% - чотириповерховими, 0% - п'ятиповерховими, 0% - шестиповерховими,
0% - семиповерховими, 0% - з вісьмома та більше поверхами.

## Автопарк
| \| Автомобілі, зареєстровані у місті, за призначенням \| Автомобілі, зареєстровані у місті, за призначенням \| Автомобілі, зареєстровані у місті, за призначенням \| \| Рік \| 2006 р. \| 2005 р. \| \| -------------------------------------------------- \| -------------------------------------------------- \| -------------------------------------------------- \| \| Приватні автомобілі \| 70,1% \| 72,2% \| \| Мотоцикли \| 12,2% \| 12% \| \| Вантажівки \| 15,5% \| 14,2% \| \| Трактори \| 0% \| 0% \| \| Автобуси та ін. \| 2,1% \| 1,6% \| \| Усього автомобілів \| 328 шт. \| 316 шт. \| |         |         |
| Автомобілі, зареєстровані у місті, за призначенням |         |         |
| Рік | 2006 р. | 2005 р. |
| Приватні автомобілі | 70,1%   | 72,2%   |
| Мотоцикли | 12,2%   | 12%     |
| Вантажівки | 15,5%   | 14,2%   |
| Трактори | 0%      | 0%      |
| Автобуси та ін. | 2,1%    | 1,6%    |
| Усього автомобілів | 328 шт. | 316 шт. |

## Вживання каталанської мови
У 2001 р. каталанську мову у місті розуміли 97,6% усього населення (у 1996 р. - 99,3%), вміли говорити нею 93,4% (у 1996 р. - 
95,7%), вміли читати 86,4% (у 1996 р. - 90,1%), вміли писати 55,7
% (у 1996 р. - 49,6%). Не розуміли каталанської мови 2,4%.

## Політичні уподобання
У виборах до Парламенту Каталонії у 2006 р. взяло участь 199 осіб (у 2003 р. - 219 осіб). Голоси за політичні сили розподілилися таким чином:
| \| Вибори до Парламенту Каталонії \| Вибори до Парламенту Каталонії \| Вибори до Парламенту Каталонії \| \| Рік \| 2006 р. \| 2003 р. \| \| -------------------------------------- \| ------------------------------ \| ------------------------------ \| \| Конвергенція та Єднання (CiU) \| 41,7% \| 42,9% \| \| Соціалістична партія Каталонії (PSC) \| 12,1% \| 25,1% \| \| Народна партія (PP) \| 6% \| 2,7% \| \| Ініціатива за зелену Каталонію (IC) \| 7% \| 2,7% \| \| Республіканська лівиця Каталонії (ERC) \| 30,2% \| 25,1% \| \| Громадянська партія (C's) \| 1,5% \| 0% \| \| Інші \| 1,5% \| 1,4% \| |         |         |
| Вибори до Парламенту Каталонії |         |         |
| Рік | 2006 р. | 2003 р. |
| Конвергенція та Єднання (CiU) | 41,7%   | 42,9%   |
| Соціалістична партія Каталонії (PSC) | 12,1%   | 25,1%   |
| Народна партія (PP) | 6%      | 2,7%    |
| Ініціатива за зелену Каталонію (IC) | 7%      | 2,7%    |
| Республіканська лівиця Каталонії (ERC) | 30,2%   | 25,1%   |
| Громадянська партія (C's) | 1,5%    | 0%      |
| Інші | 1,5%    | 1,4%    |

У муніципальних виборах у 2007 р. взяло участь 233 особи (у 2003 р. - 249 осіб). Голоси за політичні сили розподілилися таким чином:
| \| Муніципальні вибори \| Муніципальні вибори \| Муніципальні вибори \| \| Рік \| 2007 р. \| 2003 р. \| \| -------------------------------------- \| ------------------- \| ------------------- \| \| Конвергенція та Єднання (CiU) \| 38,2% \| 44,2% \| \| Соціалістична партія Каталонії (PSC) \| 61,8% \| 55,8% \| \| Народна партія (PP) \| 0% \| 0% \| \| Ініціатива за зелену Каталонію (IC) \| 0% \| 0% \| \| Республіканська лівиця Каталонії (ERC) \| 0% \| 0% \| \| Громадянська партія (C's) \| 0% \| 0% \| \| Інші \| 0% \| 0% \| |         |         |
| Муніципальні вибори |         |         |
| Рік | 2007 р. | 2003 р. |
| Конвергенція та Єднання (CiU) | 38,2%   | 44,2%   |
| Соціалістична партія Каталонії (PSC) | 61,8%   | 55,8%   |
| Народна партія (PP) | 0%      | 0%      |
| Ініціатива за зелену Каталонію (IC) | 0%      | 0%      |
| Республіканська лівиця Каталонії (ERC) | 0%      | 0%      |
| Громадянська партія (C's) | 0%      | 0%      |
| Інші | 0%      | 0%      |